# Ophiacantha clavigera
Ophiacantha clavigera är en ormstjärneart som beskrevs av Jean Baptiste François René Koehler 1907. Ophiacantha clavigera ingår i släktet Ophiacantha och familjen knotterormstjärnor. Inga underarter finns listade i Catalogue of Life.